# Periodo Hakuhō

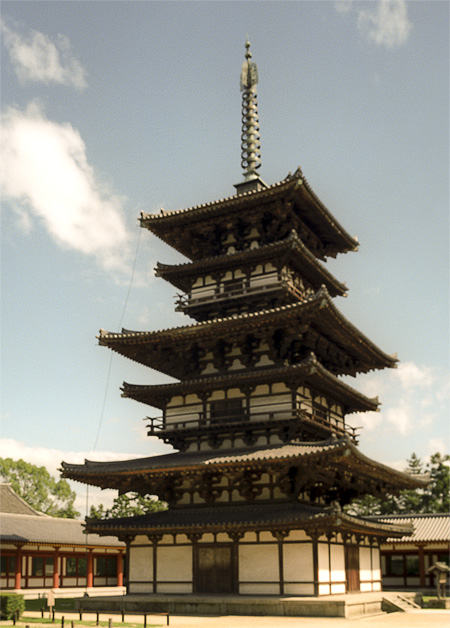
Pagoda del Yakushi-ji, templo budista construido durante el período Hakuhō.

El período Hakuhō (白鳳時代 Hakuhō-jidai?, lit. "período del fénix blanco") es una era japonesa no oficial que abarcó entre 673 y 686 durante el reinado del Emperador Tenmu.
El período es comúnmente usado en la historia del arte y se cree que fue introducido por la Exposición Anglo-Japonesa de 1910.  En el contexto histórico, el período Asuka se traslapa sobre el período Hakuhō, y se considera a Hakuhō como una continuación de la era Tenpyō en la historia del arte japonés.